# Building Construction
Building Construction war ein äthiopischer Fußballverein aus Addis Abeba. Die Mannschaft war das Betriebsteam eines Bauunternehmens mit Sitz in der äthiopischen Hauptstadt. 1986 gelang dem Klub ein bedeutender Erfolg, als er den äthiopischen Pokalwettbewerb gewann und damit die langjährige Siegesserie von Eritrea Shoes Factory FC durchbrach. Nach diesem Titelgewinn verliert sich jedoch jede Spur des Vereins. Es ist sehr wahrscheinlich, dass Building Construction inzwischen nicht mehr existiert.

## Erfolge
- Ethiopian Cup (1): 1986